# Hovhannes Tumanjanmuseet

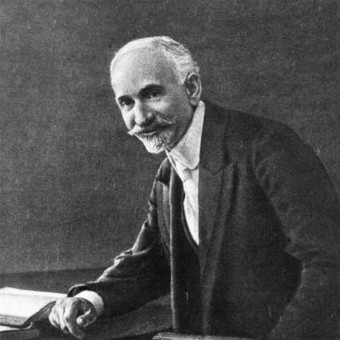
Hovhannes Tumanjan.

Hovhannes Tumanjanmuseet är ett personmuseum i Jerevan i Armenien, tillägnat den armeniske författaren, poeten och humanisten Hovhannes Tumanjan, som ofta beskrivs som Armeniens störste poet. Museet öppnade 1953. Initiativet till museet togs av poetens dotter, Asjchen Tumanjan (1891–1968), som också blev dess första direktör. 
I anslutning till författarens 100-årsjubileum 1969 byggdes ett nytt tvåvåningshus med nitton rum. Arkitekt var Grigor Aghababjan (1911–1977). De femtiofyra trappstegen som leder upp till museets entré symboliserar författarens livstid på lika många år. Museet inhyser sammanlagt över 18.000 utställningsföremål i form av författarens personliga tillhörigheter, dokument, manuskript, skisser och publikationer på fler än fyrtio språk.
Museet inrymmer också Hovhannes Tumanjans privata bibliotek med cirka 8.000 volymer avsedda för studier om Kaukasus och Armenien, religion, kultur, historia och olika länders folklore. Museet fungerar vidare som ett forskningscentrum och arrangerar olika kulturella evenemang.
Lägenheten på övervåningen är en rekonstruktion av Hovhannes Tumanjans bostad i Tbilisi, där han bodde sina sista fjorton år. Han är begraven i Tbilisi, förutom hjärtat, som finns i ett litet kapell intill museet. 